# Plaza Venezuela (Bilbao)
La plaza de Venezuela es una plaza ubicada en pleno centro de la ciudad de Bilbao. Se localiza en la confluencia de las calles Ibáñez de Bilbao con Buenos Aires, frente al puente del Ayuntamiento. Se ve atravesada y circunvalada por el tranvía de Bilbao.

## Edificios y estatuaria de interés
Diversos edificios y estatuas reseñables rodean la plaza Venezuela:

### Edificios
- Edificio de Aviación y Comercio. Proyectado en 1944 por Pedro Ispizua y Fernando Arzadun.[1]
- Edificio Aznar. La familia Aznar, propietarios de la naviera de igual nombre, construyeron este edificio en 1948 como sede de sus negocios. El arquitecto Manuel I. Galíndez fue el encargado de realizar este proyecto. En la actualidad lo ocupan dependencias municipales.[2]

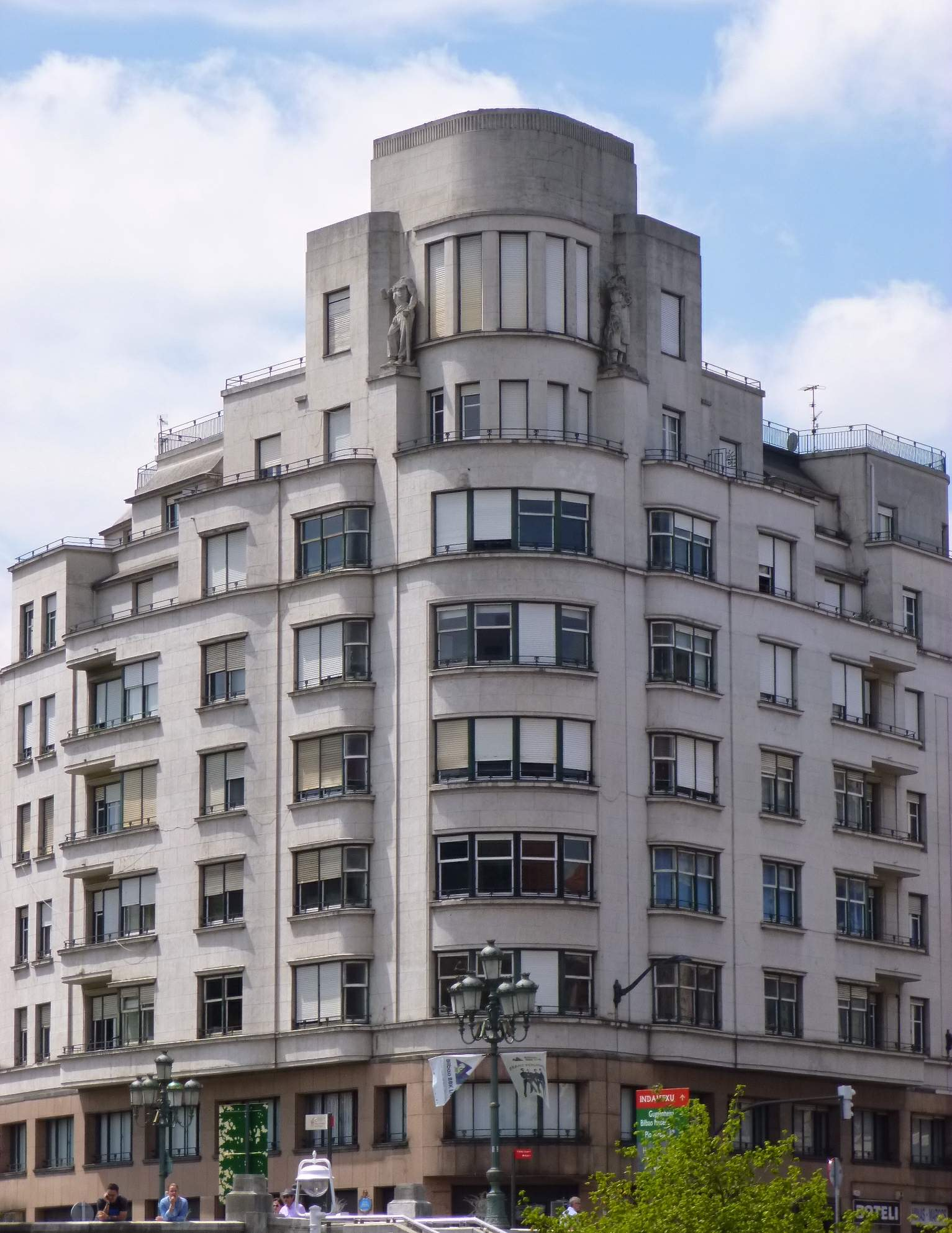
Edificio de Aviación y Comercio, de estilo art déco, en la confluencia de las calles Erripa y Buenos Aires
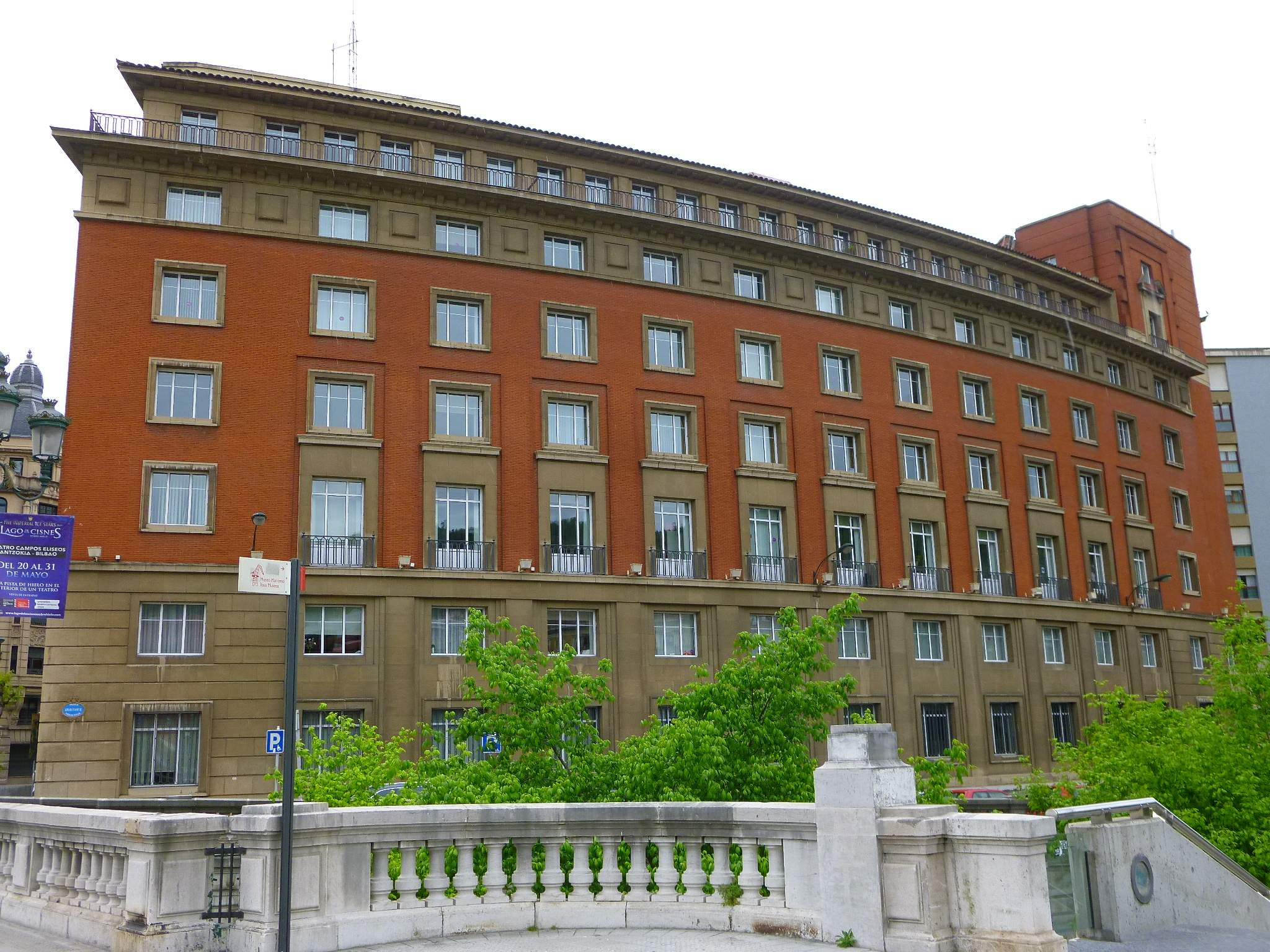
Edificio Aznar

### Estatuas
- Busto de Simón Bolívar, de L. Ibarra. La escultura se levantó en 1989 gracias al patrocinio del gobierno de la República de Venezuela, que conserva una copia en Bolívar, el pueblo de los ancestros del libertador americano. En la parte acristalada del pedestal se lee: Libertador de Venezuela, Colombia, Ecuador, Perú, Bolivia y Panamá; testimonio de amistad y acercamiento a la villa de Bilbao.[3][4][5]
- Estatuas en el edificio de Aviación y Comercio.

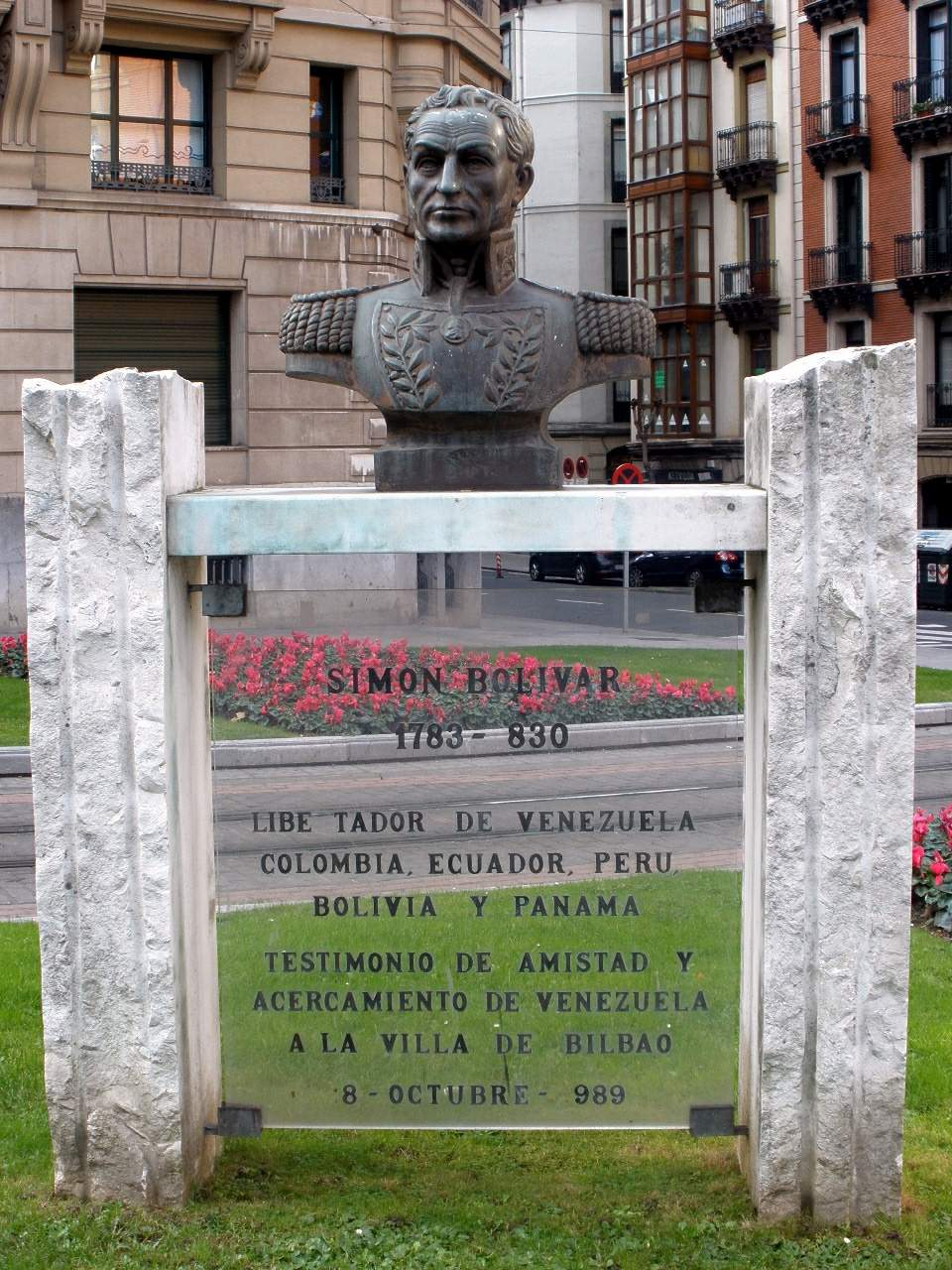
Monumento a Simón Bolívar
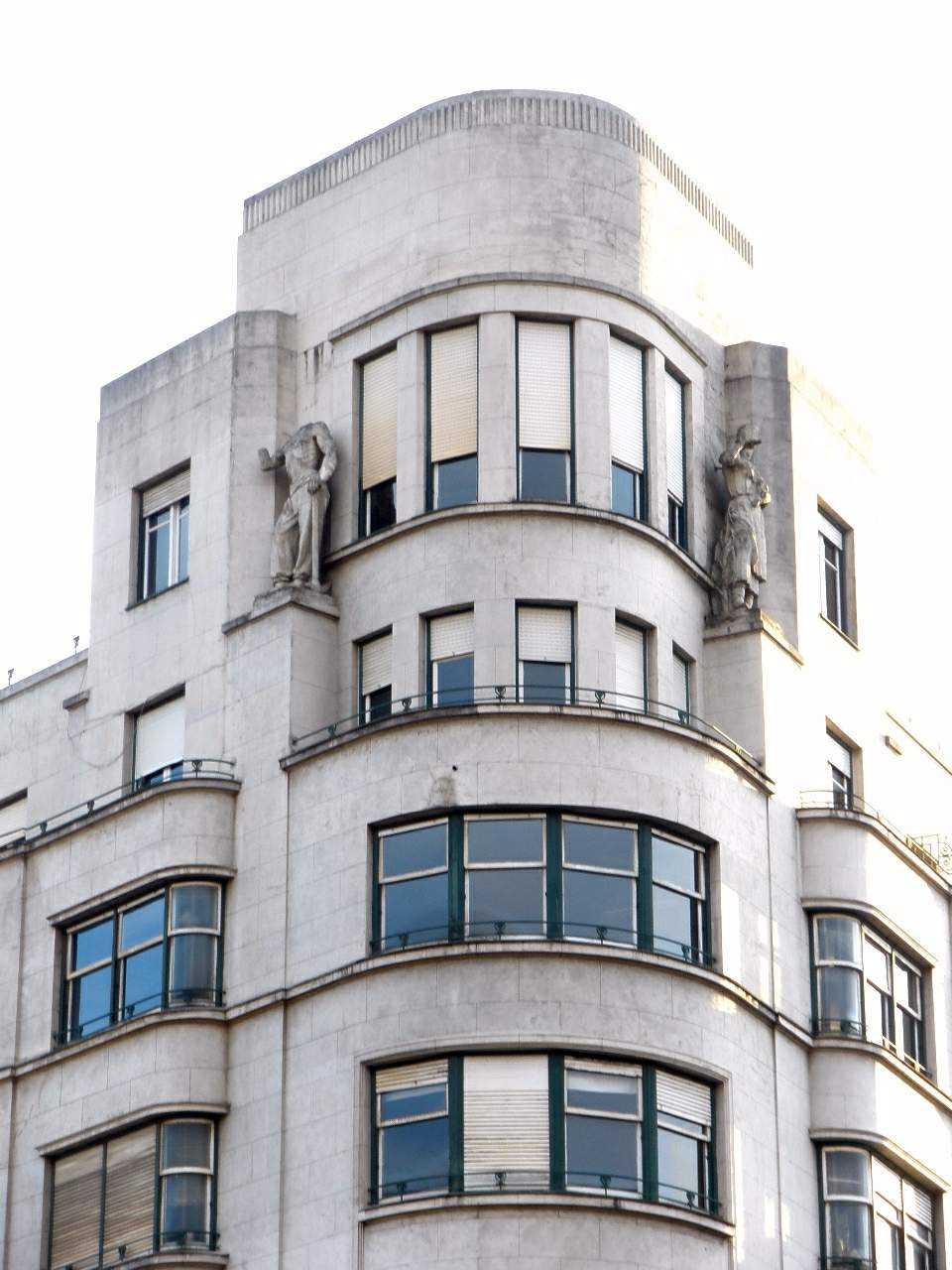
Estatuas en el edificio de Aviación y Comercio